# Émétique

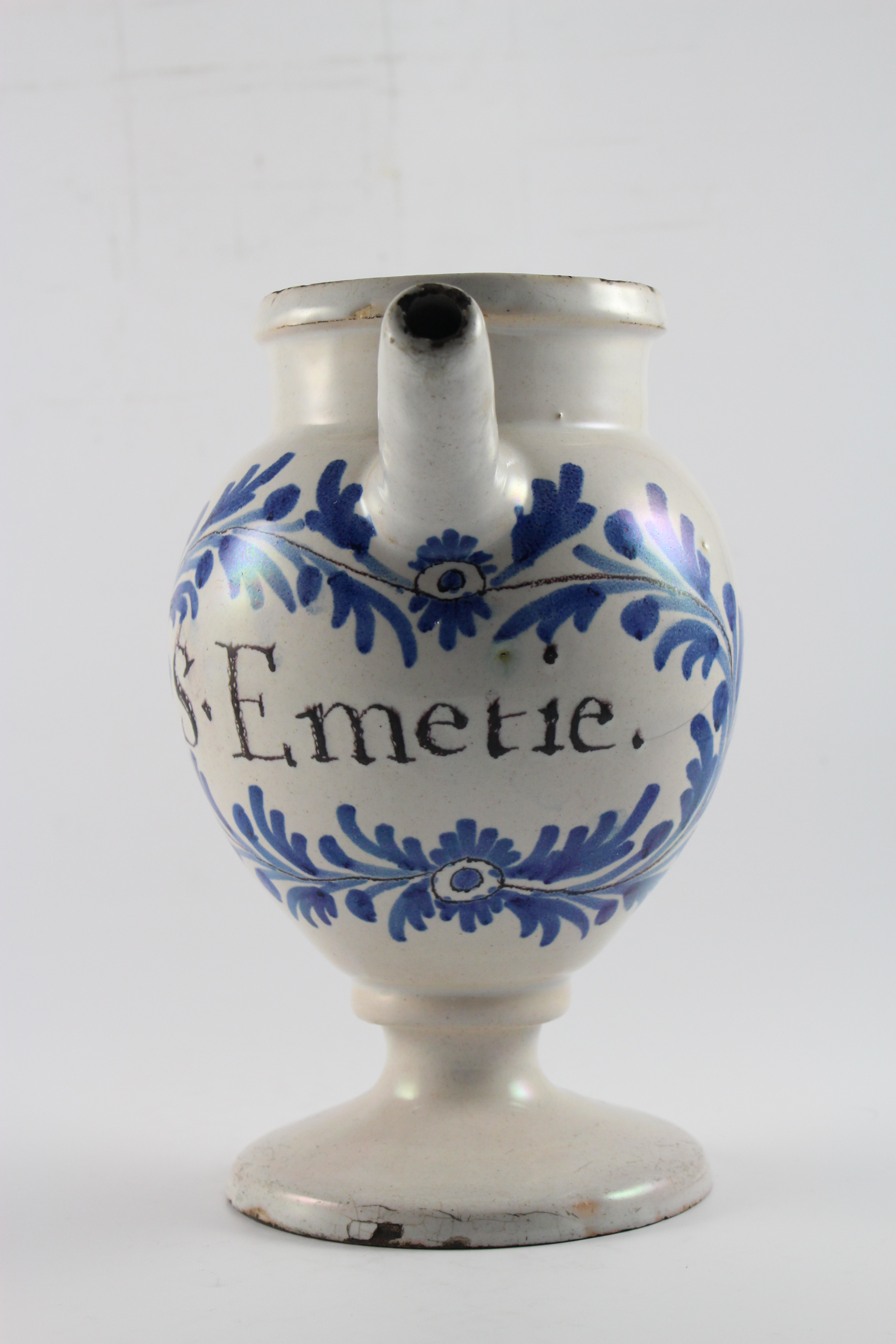
Chevrette de sirop émétique, datant du XVIIIe siècle.

Les émétiques, ou vomitifs, sont des substances capables de provoquer un vomissement. Ils sont utilisés dans le cadre de l'épuration digestive lors d'intoxications ou l'ont été comme arme chimique ou moyen policier de contrôle anti-émeute.

## Étymologie
Le mot « émétique » vient du latin emeticus, lui-même venant du grec ancien ἔμετικός / émetikós, composé de ἔμετος / émetos (« vomissement ») et du suffixe -ικός / -ikós.

## Exemples
Un exemple de vomitif est l'émétine ou le sirop d'ipéca.

## Historique
Dès l’antiquité, le vomissement fait partie, comme la purge, des moyens utilisés pour purifier le corps. La coupe d'antimoine est utilisée comme puissant vomitif.
En 1566, le Parlement de Paris interdit l'usage de l'antimoine en médecine, mais le 30 juin 1658, Louis XIV est victime d'une grave intoxication alimentaire lors de la prise de Bergues dans le Nord et il aurait été sauvé grâce au vin émétique, mélange de vin et de sels d'antimoine, que l'on lui administre. Les vomitifs à base d'antimoine sont alors à nouveau autorisés et utilisisé.
Le tartrate d'antimoine et de potassium, aussi connu sous le nom de tartre émétique est mentionné par Mme de Sévigné et la Princesse palatine.

## Usages
- Les substances émétiques étaient autrefois souvent utilisées dans les intoxications alimentaires et les empoisonnements, mais ils sont devenus obsolètes dans la majorité des cas car ils doivent être administrés très rapidement après l'ingestion pour être efficaces et ils exposent au risque d'inhalation du contenu gastrique.
- Des agents vomitifs ont aussi été utilisés comme arme chimique dans les gaz de combat, soit comme incapacitants, soit pour que le soldat soit obligé d'enlever son masque à gaz, et ainsi inhaler d'autres gaz toxiques sinon filtrés par les cartouches de filtration des masques.

## Contre-indications à l'épuration digestive
Il existe des contre-indications à l'ensemble des méthodes d'épuration digestive, dont les émétiques :
- en cas d'intoxications graves par substances caustiques (aggravation des lésions lors du vomissement), par hydrocarbures et par produits moussants (risque majeur d'inhalation) ;
- quand le patient n'est ni conscient, ni intubé (risque d'inhalation du contenu gastrique) ;
- suspicion d'anévrisme aortique et/ou cérébral ;
- varices œsophagiennes.